# Madison County (Ohio)
 For alternative betydninger, se Madison County. (Se også artikler, som begynder med Madison County)
Madison County er et county i den amerikanske delstat Ohio.

## Demografi
Ifølge folketællingen fra 2000 boede der 40.213 personer i amtet. Der var 13.672 husstande med 10.035 familier. Befolkningstætheden var 33 personer pr. km². Befolkningens etniske sammensætning var som følger: 91,75% hvide, 6,24% afroamerikanere, 0,20% indianere, 0,44% asiater, 0,35% af anden oprindelse og 1,01% fra to eller flere grupper.
Der var 13.672 husstande, hvoraf 35,20% havde børn under 18 år boende. 59,20% var ægtepar, som boede sammen, 9,90% havde en enlig kvindelig forsøger som beboer, og 26,60% var ikke-familier. 22,30% af alle husstande bestod af enlige, og i 9,50% af tilfældene boede der en person som var 65 år eller ældre.
Gennemsnitsindkomsten for en hustand var 44.212 $ årligt, mens gennemsnitsindkomsten for en familie var på 50.520 $ årligt.